# Saison 1972-1973 de la LIH
Saison précédente Saison suivante
La Saison 1972-1973 est la vingt-huitième saison de la ligue internationale de hockey.
Les Komets de Fort Wayne remportent la Coupe Turner en battant les Wings de Port Huron en série éliminatoire.

## Saison régulière
Avant le début de la saison régulière, les Gears de Saginaw joignent la ligue. Les Oak Leafs de Des Moines prennent pour leur part le nom des Capitols de Des Moines La ligue fait passer le nombre de parties en saison régulière de soixante-douze à soixante-quatorze, en raison du nombre impair d'équipe, deux équipes disputent un match de moins, soit les Wings de Port Huron et les Gems de Dayton.

### Classement de la saison régulière
Pour les significations des abréviations, voir Statistiques du hockey sur glace.
| Clt   | Équipe              | PJ | V  | D  | N | BP  | BC  | Pts |
| ----- | ------------------- | -- | -- | -- | - | --- | --- | --- |
| +001, | Generals de Flint   | 74 | 44 | 29 | 1 | 347 | 281 | 89  |
| +002, | Wings de Port Huron | 73 | 41 | 31 | 1 | 266 | 237 | 83  |
| +003, | Hornets de Toledo   | 74 | 36 | 33 | 5 | 257 | 261 | 77  |
| +004, | Mohawks de Muskegon | 74 | 36 | 34 | 4 | 302 | 259 | 76  |
| +005, | Gears de Saginaw    | 74 | 30 | 41 | 3 | 305 | 304 | 63  |

| Clt   | Équipe                   | PJ | V  | D  | N | BP  | BC  | Pts |
| ----- | ------------------------ | -- | -- | -- | - | --- | --- | --- |
| +001, | Komets de Fort Wayne     | 74 | 48 | 23 | 3 | 308 | 219 | 99  |
| +002, | Gems de Dayton           | 73 | 44 | 25 | 4 | 308 | 235 | 92  |
| +003, | Capitols de Des Moines   | 74 | 30 | 41 | 3 | 279 | 360 | 63  |
| +004, | Golden Seals de Columbus | 74 | 10 | 62 | 2 | 177 | 393 | 22  |

- Champion de la saison régulière
- Champion de division
- Qualifié pour les séries éliminatoires

### Meilleurs pointeurs
| Joueur            | Équipe     | PJ | B  | A  | Pts | Pun |
| ----------------- | ---------- | -- | -- | -- | --- | --- |
| Gary Ford         | Muskegon   | 59 | 60 | 81 | 141 | 2   |
| Wayne Zuk         | Flint      | 74 | 51 | 61 | 112 | 83  |
| Bob Tombari       | Muskegon   | 74 | 35 | 65 | 100 | 71  |
| Peter Mara        | Des Moines | 74 | 38 | 59 | 97  | 34  |
| Dennis Desrosiers | Saginaw    | 70 | 60 | 37 | 97  | 186 |
| Wayne Ego         | Fort Wayne | 73 | 29 | 65 | 94  | 42  |
| Danny Gloor       | Des Moines | 73 | 42 | 51 | 93  | 45  |
| Gerry Mazur       | Dayton     | 68 | 32 | 61 | 93  | 28  |
| Ernie Moser       | Flint      | 71 | 37 | 54 | 91  | 26  |
| Pat DeMarchi      | Muskegon   | 73 | 32 | 57 | 89  | 71  |

## Séries éliminatoires
Les Komets de Fort Wayne, champion de la saison régulière et les Generals de Flint, vainqueur de leur division obtiennent un laissé-passé pour la première ronde et s'affrontent en demi-finale dans une série au meilleur de sept. De leur côté, les vainqueurs de la première ronde disputent une série au meilleur de cinq rencontres. 

### Tableau
|  | Quarts de finale       | Quarts de finale    |                     |   | Demi-finales | Demi-finales |  |  | Finale | Finale |
|  | Quarts de finale       | Quarts de finale    |                     |   | Demi-finales | Demi-finales |  |  | Finale | Finale |
|  |                        |                     |                     |   |              |              |  |  |        |        |
|  |                        |                     |                     |   |              |              |  |  |        |        |
|  |                        |                     |                     |   |              |              |  |  |        |        |
|  | Komets de Fort Wayne   |                     |                     |   |              |              |  |  |        |        |
|  |                        |                     |                     |   |              |              |  |  |        |        |
|  | Laissé-passé           |                     |                     |   |              |              |  |  |        |        |
|  | Komets de Fort Wayne   | 4                   |                     |   |              |              |  |  |        |        |
|  | Komets de Fort Wayne   | 4                   |                     |   |              |              |  |  |        |        |
|  |                        | Generals de Flint   | 1                   |   |              |              |  |  |        |        |
|  | Generals de Flint      | Generals de Flint   | 1                   |   |              |              |  |  |        |        |
|  |                        |                     |                     |   |              |              |  |  |        |        |
|  | Laissé-passé           |                     |                     |   |              |              |  |  |        |        |
|  | Komets de Fort Wayne   | 4                   |                     |   |              |              |  |  |        |        |
|  | Komets de Fort Wayne   | 4                   |                     |   |              |              |  |  |        |        |
|  |                        | Wings de Port Huron | 0                   |   |              |              |  |  |        |        |
|  | Wings de Port Huron    | Wings de Port Huron | 0                   | 3 |              |              |  |  |        |        |
|  | Wings de Port Huron    |                     |                     | 3 |              |              |  |  |        |        |
|  | Hornets de Toledo      | 1                   |                     |   |              |              |  |  |        |        |
|  | Hornets de Toledo      | 1                   | Wings de Port Huron | 3 |              |              |  |  |        |        |
|  |                        |                     | Wings de Port Huron | 3 |              |              |  |  |        |        |
|  |                        | Gems de Dayton      | 0                   |   |              |              |  |  |        |        |
|  | Gems de Dayton         | Gems de Dayton      | 0                   | 3 |              |              |  |  |        |        |
|  | Gems de Dayton         |                     |                     | 3 |              |              |  |  |        |        |
|  | Capitols de Des Moines | 0                   |                     |   |              |              |  |  |        |        |
|  | Capitols de Des Moines | 0                   |                     |   |              |              |  |  |        |        |

### Quart de finales
Les équipes ayant terminé deuxième et troisième de leur division au terme de la saison régulière s'affrontent dans une série au meilleur de cinq rencontres. Ainsi les Wings de Port Huron qui font face aux Hornets de Toledo passe en demi-finale, l'emportant par le score de trois parties à une, alors que les Gems de Dayton defont trois matchs à zéro devant les Capitols de Des Moines.
| Date    | Équipe à domicile   | Score | Équipe visiteuse    |
| ------- | ------------------- | ----- | ------------------- |
| 21 mars | Wings de Port Huron | 2-0   | Hornets de Toledo   |
| 24 mars | Hornets de Toledo   | 0-7   | Wings de Port Huron |
| 26 mars | Wings de Port Huron | 1-3   | Hornets de Toledo   |
| 28 mars | Hornets de Toledo   | 2-3   | Wings de Port Huron |

Les Wings de Port Huron remportent la série 3 victoires à 1.
| Date    | Équipe à domicile      | Score | Équipe visiteuse       |
| ------- | ---------------------- | ----- | ---------------------- |
| 20 mars | Gems de Dayton         | 2-1   | Capitols de Des Moines |
| 22 mars | Gems de Dayton         | 5-4   | Capitols de Des Moines |
| 24 mars | Capitols de Des Moines | 2-3   | Gems de Dayton         |

Les Gems de Dayton remportent la série 3 victoires à 0.

### Demi-finales
| Date    | Équipe à domicile    | Score   | Équipe visiteuse     |
| ------- | -------------------- | ------- | -------------------- |
| 21 mars | Komets de Fort Wayne | 9-0     | Generals de Flint    |
| 23 mars | Generals de Flint    | 2-4     | Komets de Fort Wayne |
| 24 mars | Komets de Fort Wayne | 8-1     | Generals de Flint    |
| 28 mars | Generals de Flint    | 6-5 (P) | Komets de Fort Wayne |
| 31 mars | Komets de Fort Wayne | 5-0     | Generals de Flint    |

Les Komets de Fort Wayne remportent la série 4 victoires à 1.
| Date      | Équipe à domicile   | Score | Équipe visiteuse    |
| --------- | ------------------- | ----- | ------------------- |
| 31 mars   | Wings de Port Huron | 4-1   | Gems de Dayton      |
| 1er avril | Gems de Dayton      | 2-3   | Wings de Port Huron |
| 3 avril   | Gems de Dayton      | 4-3   | Wings de Port Huron |

Les Wings de Port Huron remportent la série 3 victoires à 0.

### Finale
La finale oppose les vainqueurs de leur série respectives, les Komets de Fort Wayne et les Wings de Port Huron. Pour remporter la finale les équipes doivent obtenir quatre victoires.
| Date     | Équipe à domicile    | Score | Équipe visiteuse     |
| -------- | -------------------- | ----- | -------------------- |
| 6 avril  | Komets de Fort Wayne | 5-3   | Wings de Port Huron  |
| 7 avril  | Komets de Fort Wayne | 7-3   | Wings de Port Huron  |
| 10 avril | Wings de Port Huron  | 1-2   | Komets de Fort Wayne |
| 15 avril | Wings de Port Huron  | 1-5   | Komets de Fort Wayne |

Les Komets de Fort Wayne remportent la série 4 victoires à 0.

### Effectifs de l'équipe championne
Voici l'effectif des Komets de Fort Wayne, champion de la Coupe Turner 1973:
- Joueur-Entraîneur : Marc Boileau.
- Joueurs : Jeff Ablett, Don Atchison, Richard Balon, Ray Brownlee, Wayne Ego, Bob Fitchner, Jim Hrycuik, D'Arcy Keating, Bob Kirk, Bobby Miller, Jim Pearson, Terry Pembroke, Cal Purinton, Dean Sheremeta, Terry Thomson, Glen Toner, Ron Ullyot, Brian Walker.

## Trophée remis
| Trophée               | Description                       | Vainqueur             |
| --------------------- | --------------------------------- | --------------------- |
| Coupe Turner          | Champion des séries éliminatoires | Komets de Fort Wayne. |
| Trophée Fred-A.-Huber | Champion de la saison régulière   | Komets de Fort Wayne. |

| Trophée                  | Description                                         | Vainqueur                                           |
| ------------------------ | --------------------------------------------------- | --------------------------------------------------- |
| Trophée Leo-P.-Lamoureux | Meilleur pointeur                                   | Gary Ford, Mohawks de Muskegon.                     |
| Trophée James-Gatschene  | Meilleur joueur                                     | Gary Ford, Mohawks de Muskegon.                     |
| Trophée Garry-F.-Longman | Meilleur joueur recrue                              | Danny Gloor, Capitols de Des Moines.                |
| Trophée des gouverneurs  | Meilleur défenseur                                  | Robert McCammon, Wings de Port Huron.               |
| Trophée James-Norris     | Gardien avec la plus faible moyenne de buts alloués | Robbie Irons et Don Atchison, Komets de Fort Wayne. |